# Дербішир
Дербішир (англ. Derbyshire, МФА /ˈdɑrbɪʃər/ або /ˈdɑrbɪʃɪər/, слухатиⓘ) — графство в Східному Мідленді Англії. У межах Дербіширу лежить значна частина національного парку Пік-Дистрикт, який розташувався на півдні Пеннінських гір, що тягнуться на північ від графства. Графство включає частину Національного лісу і межує з Великим Манчестером на північному заході, Західним Йоркширом на півночі, Південним Йоркширом на північному сході, Ноттінгемширом на сході, Лестерширом на південному сході, Стаффордширом на заході і південний захід і Чешир також на захід. Kinder Scout, плоскогір'я на висоті на 636 метрів (2087 футів), є найвищою точкою в графстві, тоді як Трент Медоус, в якому річка Трент залишає Дербішир, є найнижчою точкою на 27 метрів (89 футів).  Річка Дервент — найдовша річка графства на 106 км (66 миль), і протікає з півночі на південь через графство. У 2003 р. національне картографічне агентство Великої Британії Ordnance Survey розмістив Church Flatts Farm в парафії Coton in the Elms (поблизу Свадлінкота) як найвіддаленішу точку від моря у Великій Британії. Місто Дербі є самостійною адміністративно-територіальною одиницєю, але також є частиною церемоніального графства Дербішир. Неметропольне графство складається з 30 міст з 10 000—100 000 жителів. Також охоплює багато малонаселених сільськогосподарських височин.

## Історія
Територія, яка тепер має назву Дербішир, була вперше відвідана, ймовірно на короткий час, людьми 200 000 років тому під час міжльодовикового періоду, на що вказує знайдена поблизу Хоптону ручна сокира (середній палеоліт, ашельска культура). Подальше заселення припало на період верхнього палеоліту та неоліту кам'яної доби. коли мезолітичні мисливці-збирачі бродили по горбистій тундрі. Свідчення діяльності цих кочових племен знайдено у вапнякових печерах, розташованих на межі Ноттінгемширу. Поклади, залишені в печерах, датують заселення приблизно від 12000 до 7000 до н. Е.

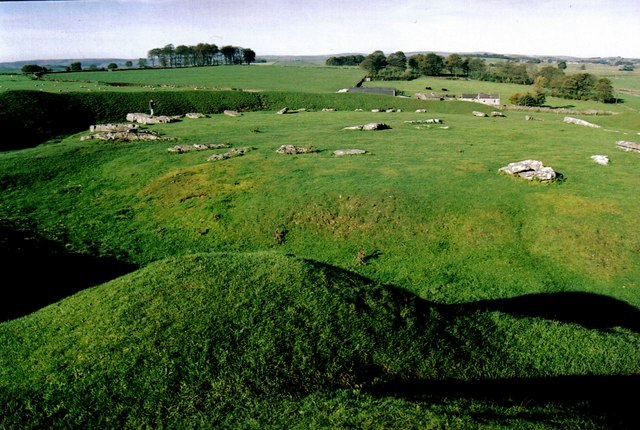
Пам'ятник хенге в Арбор Лоу

Кургани неолітичних поселенців також розташовані по всій окрузі. Ці камерні гробниці були призначені для колективних поховань і знаходяться переважно в центральному регіоні Дербішир. Гробниці Міннінглоу і П'ять колодязів датуються між 2000 та 2500 роками до нашої ери. За три милі на захід від Юлгріва знаходиться пам'ятник неолітичного генджу Арбор Лоу, датований 2500 роком до нашої ери. Лише в бронзову добу в повіті з'являються справжні ознаки землеробства та розселення. У болотах Пік-Дістрікту після археологічних досліджень були знайдені ознаки очищення, орні поля та гурткові хати. Ці знахідки були зроблені у Сваркестоні.
Під час завоювання Римлянами Британії загарбники прийшли до Дербіширу за його свинцевою рудою на вапнякових пагорбах цього району. Вони оселилися по всьому округу, з фортами, побудованими поблизу Броу в долині Хоуп та поблизу Глоссопа. Пізніше вони оселилися навколо Бакстона, відомого своїми теплими джерелами, і встановили форт поблизу сучасного Дербі в районі, який тепер знаний як Маленький Честер.
Кілька королів Мерсії поховані в районі Рептона.
Після завоювання норманами велика частина округу підпорядковувалася лісовим законам. На північному заході був Ліс Хай Пік під опікою Вільяма Певереля та його нащадків. Інша частина округу була передана Генрі де Феррерсу, частина якої стала Даффілдом Фрітом. З часом вся ця територія була віддана герцогству Ланкастер. В ті часа Ліс Східного Дербіширу охоплював увесь повіт на схід від річки Дервент від часів правління Генріха II до правління Едуарда I.

## Географія
Більша частина Дербіширу складається з пагорбів і височин, південні Пенніни простягаються з півночі Дербі по всьому Пік-Дістрікту і на північ округу, досягаючи найвищої точки округу в Кіндер Скауті. Південь та схід округу, як правило, знижуються навколо долини річки Трент, вугленосних товщ та ділянок глини та пісковиків між Пік-Дістріктом та південним заходом графства. Головні річки в окрузі — це річка Дервент і річка Голуб, які приєднуються до річки Трент на півдні. Річка Дервент витікає з болотистистої місцевості Бліклоу і більшу частину свого течії протікає по Пік-Дістрікту і округу, тоді як річка Голуб піднімається в Екс -Едж -Мур і утворює кордон між Дербіширом та Стаффордширом більшою частиною своєї протяжності.

### Ландшафт

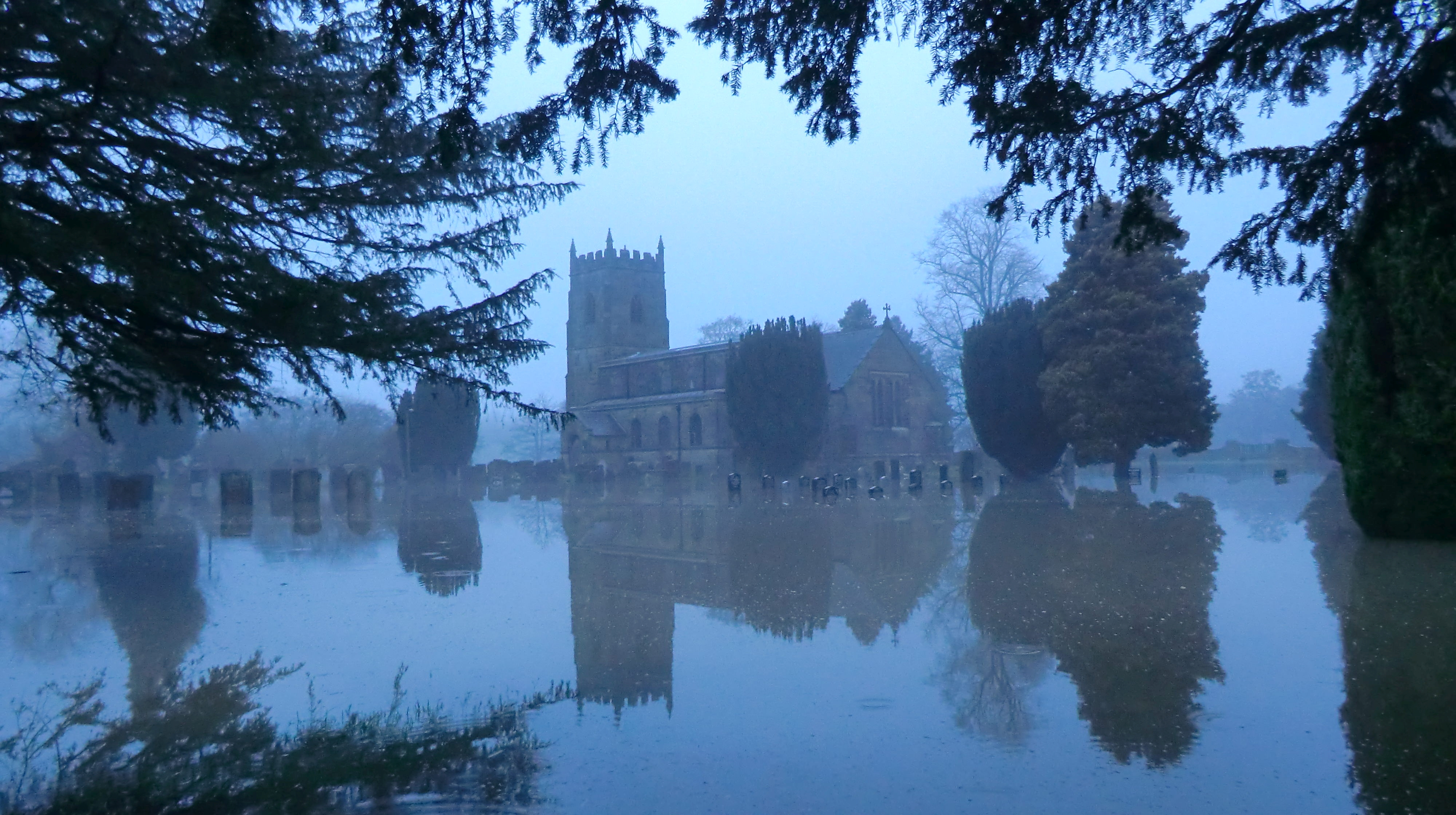
Повінь у Південному Вінґфілді, Дербішир, у 2012 році

Різноманітні ландшафти в Дербіширі сформувалися головним чином як наслідок основної геології, а також завдяки тому, як землеобробки внаслідок людської діяльності. Округ містить 11 дискретних типів ландшафтів, відомих як Національні типові ареали, які були детально описані Природою Англії та далі уточнені, нанесені на карту та описані Радою округу Дербішир та Національним парком округу Пік.
11 територій національного характеру, знайдених у Дербіширі, це:
- Темний пік
- Білий пік
- Південно -західний пік
- Дербіширська пікова окраїна та нижній Дервент
- Ноттінгемшир, Дербішир та Йоркшир Коалфілд
- Південномагнезійський вапняк
- Нідвуд та Південно -Дербіширські глиніні землі
- Затоки долини Трент
- Мельбурнські Паркленди
- Лестершир і Південний Дербішир Коалфілд
- Низовина Міз/Сенс

### Геологія
З геологічної точки зору, тверду геологію Дербішира можна розділити на дві дуже різні половини. Найдавніші породи залягають у північній, більш гірські половині округу, і мають переважно кам'яновугільний вік, включаючи вапняки, пісковики, пісковики та сланці. У його північно-східній частині на схід від Болсовера є також магнієві вапнякові породи пермського віку. На противагу цьому, південна та більш низинна половина Дербіширу містить значно м'якші породи, переважно аргіліти та пісковики пермо-тріасового віку, які створюють більш м'які, більш рухливі ландшафти з невеликою кількістю виступів скель. В обох регіонах можна знайти дрейфові відклади четвертинного віку — переважно терасові та річкові гравійні відкладення та валунисті глини. Особливості зсуву виявляються на нестійких шарах пісковиків та сланців, найвідомішими з яких є замки Мам Тор та Альпорт. Цементований щебінь та родовища туфу зустрічаються дуже рідко у вапнякових долинах та річках, тоді як печерні системи були створені природним чином у вапняку з часів плейстоцену. Нещодавнє відкриття системи поблизу Каслтона, названої Титаном, тепер, як відомо, має найглибший вал і найбільшу камеру з усіх печер Великої Британії.
Найдавніші гірські породи — це вапняки нижнього карбону динантийського віку, які складають ядро Білої вершини в межах національного парку Пік -Район. Оскільки північний Дербішир є фактично піднятим куполом шарів гірських порід, які згодом розмилися, щоб оголити старі породи в центрі Дербіширського купола, вони оточені поступово молодшими вапняковими породами, поки вони, у свою чергу, не поступаються з трьох сторін верхньовугільним сланцям, зернисті та пісковики намурійського віку.

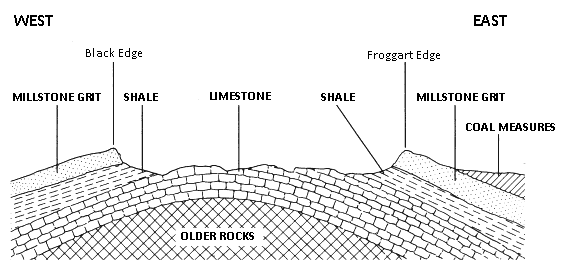
Поперечний переріз північного Дербіширу, із заходу на схід, показує приблизну структуру еродованого купола, з молодшими породами гір Coal Measure на сході та старими вапняками, оголеними в центрі

Ще молодшими є пісковики, сланці та родовища кам'яного вугілля, що знаходяться на східному боці Дербіширу, утворюючи вугільні міри, що мають вік Вестфалії. Усі ці гірські породи зникають на південь від лінії, проведеної між Ешборном та Дербі, під шарами глини та пісковиків (Група Мерсія Мідстоун та Піщаники Шервуд) пермо-тріасового віку. Невелика кількість вугільних вапняків, зернистих каменів та вугільних мір знову з'являється на крайньому півдні Дербіширу від Тікналла (вапняк) до Свадлінкоте (міри вугілля).
Деякі райони Білої вершини демонструють одночасні базальтові потоки (напр Ravens Tor у Millers Dale), а також наступне проникнення порогів долериту на набагато пізнішій стадії (наприклад, поблизу Tideswell Dale) той час як мінералізація вугільного вапняку в наступний період створила значні поклади свинцю та флюориту, які утворили значні частина економіки Дербіширу, як і видобуток вугілля. Видобуток свинцю був важливим тут ще з римських часів. Останні річкові гравії в долині Трент залишаються значною видобувною промисловістю сьогодні на півдні Дербіширу, як і видобуток вапнякової породи в центральній та північній частинах графства. Колись крупнозернисті пісковики були широко видобуті як для місцевих будівельних матеріалів, так і для виробництва шліфувальних кругів з зернистого каменю для використання на млинах, і обидві колишні галузі залишили свій слід у ландшафті Дербіширу.

### Зелені пояси

Зелені пояси в Дербіширі та за його межами. Зліва зверху за годинниковою стрілкою: Північно -західний зелений пояс
Зелений пояс Південного та Західного Йоркширу
Зелений пояс Ноттінгема та Дербі
Бертон -апон -Трент і Зелений пояс Свадлінкоте
Зелений пояс Вест -Мідлендс
Зелений пояс Стоук-он-Трент

Окрім захисту, наданої району Пік -Діон відповідно до національної та місцевої політики, у межах округу існує кілька зелених поясів, спрямованих на збереження ландшафту, що оточує основні міські райони. Існує чотири таких зони перші три — це частини набагато більших зелених поясів, які виходять за межі округу та оточують великі агломерації:
| Дербіширська зона зеленого поясу              | Частина більшої                                            | Спільноти, що містяться всередині                                   | Громади на околиці            |
| --------------------------------------------- | ---------------------------------------------------------- | ------------------------------------------------------------------- | ----------------------------- |
| Північно -західний Дербіширський зелений пояс | Північно -західний зелений пояс для Манчестера             | Глоссоп, Хедфілд, Чарльзуорт, Фернесс Вейл, Нью -Міллз              | Хейфілд, Чінлі, Уолі Брідж    |
| Північно -Східний Дербіширський зелений пояс  | Зелений пояс Південного та Західного Йоркширу для Шеффілда | Дронфілд, Екінгтон, Кілламарш, Хай -Лейн/Риджвей, Холімоусайд       | Честерфілд, Стейві, Барборо   |
| Південно -східний Дербіширський зелений пояс  | Ноттінгем і Дербі Зелений пояс для Дербі/Ноттінгем         | Ілкестон, Лонг -Ітон, Хінор, Ріплі, Борроваш, Даффілд, Вест -Халлам | Белпер, Дербі                 |
| Зелений пояс Південного Дербішира             | Бертон -апон -Трент і Зелений пояс Свадлінкоте             | Стенхоуп Бретбі, Стентон                                            | Бертон-апон-Трент, Свадлінкот |

## Екологія
Через центральне розташування в Англії та висотах від 27 метрів на півдні до 636 метрів на півночі  Дербішир містить багато видів на межі їх ареалів поширення у Великій Британії. Деякі види з поширенням переважно на півночі Великої Британії знаходяться на південній межі свого ареалу, тоді як інші з більш південним поширенням знаходяться на північній межі в Дербіширі. У міру прогресування зміни клімату нині[коли?] спостерігається розширення чи скорочення ареалу низки чутливих видів.  З метою охорони та запису найважливіших місць проживання округу, Дербішир був поділений на два регіони, кожен з яких має власний План дій з біорізноманіття (BAP), оснований навколо територій національних символів. BAP округу Пік включає всі вершини Дербішира: Темний Пік, Південно-Західний Пік та Білий Пік, включаючи ділянку вапняку за кордоном національного парку. Решта територій відстежуються та записуються у План дій щодо біорізноманіття низовини Дербішир, який поділяє ландшафт на вісім менших областей дій.
Раніше Центр біологічних записів Дербішира базувався в Музеї та картинній галереї Дербі, але з 2011 року ним керує Дербіширський фонд дикої природи. Дві з місцевих природних партнерств Englands 48 (LNP) також охоплюють Дербішир; це LNP Пік -Дистрикт та Низовинна Дербіширська та Ноттінгемширська LNP.

### Ботаніка
З 2002 року окружною квіткою для Дербіширу стали драбина Якова (Polemonium caeruleum), відносно рідкісний вид, характерний для певних вапнякових дал на Білій вершині. Відомо, що Дербішир містив 1919 окремих таксонів судинних рослин (включаючи види, гібриди та мікровиди) з початку сучасного запису з яких 1133, як відомо, є або місцевими, або археофітами, решта-це не місцеві види. Вони включають 336 встановлених видів, 433 випадкових і 17 непризначених. Відомо, що 34 види рослин, які колись були місцевими тут, були втрачені з Дербішира (тобто вимерли локально) відтоді, як у XVII столітті розпочався облік рослин.  Дербішир містить дві ендемічні судинні рослини, яких немає більше ніде у світі: Rubus durescens, що зустрічається в центральному Дербіширі  та дербійський яструб (Hieracium naviense), відомий досі лише з переходу Віннац.  Один ендемічний вид моху, дербіширський ковиловий мох, зустрічається в одному невеликій 3-метровому ділянці лише в одній дербіширській вапняковій долині, єдине місце розташування якої навмисне зберігається в таємниці.
Поширення та стан судинних рослин у Дербіширі було зафіксовано протягом останніх 120 років у серії з чотирьох основних ботанічних праць, кожна з яких зроблена різними авторами між 1889 та 2015 роками, усі під назвою «Флора Дербіширу». Запис рослин переважно ведеться на місцевому рівні добровольцями з групи Derbyshire Flora Group  а також співробітниками Дербіширського фонду дикої природи та Національного парку Пік -Дістрікту.

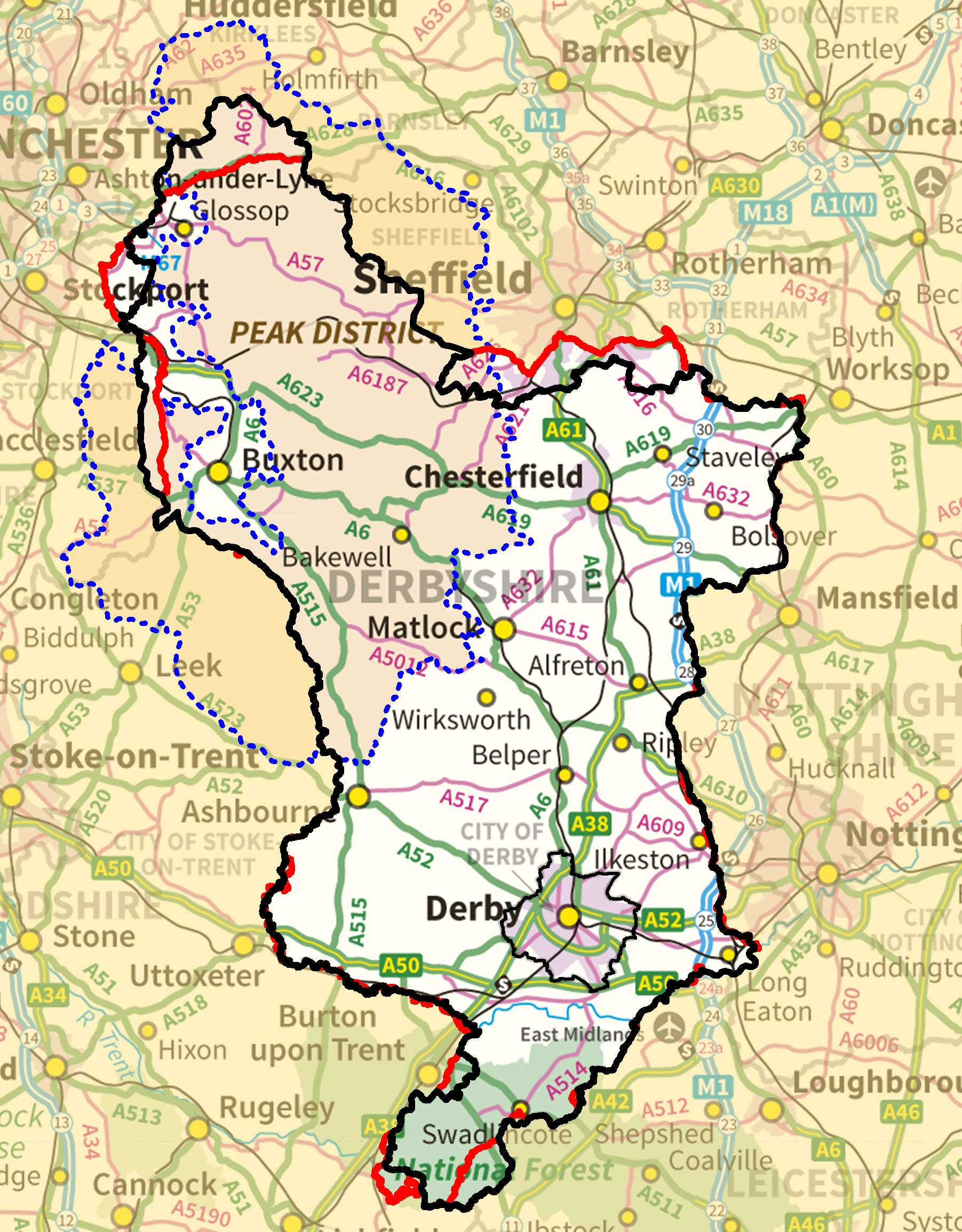
Карта кордонів Дербіширу з Пік-Дістріктом. Чорна — сучасна географічна межа, червона — межа віце-округу (VC57), що відрізняється від сучасного; Пунктирна синя — межа пікового району

Дарк Пік позначений пустощами, болотами, краями зернистого каменю та кислими пасовищами, що містять відносно небагато видів, з такими рослинами, як верес (Calluna vulgaris), лохина (Empetrum nigrum), чорниця (Vaccinium myrtillus) та бавовняна трава із зайцевого хвоста (Eriophorum vaginatum) є домінуючим на високому болоті.  Долини Вайт Піку відомі місцями існування, такими як вапняні луки, ясеневі ліси та скельні виходи, в усіх яких набагато більше багатства вапнолюбних видів, ніж деінде в окрузі.  До них належать різні орхідеї (наприклад, рання фіолетова орхідея (Orchis mascula), темно-червона морозник (Epipactis atrorubens) і орхідея-муха (Ophrys insectifera), сонянка звичайна (Helianthemum nummularium), перстач весняна (Helianthemum nummularius) і білозір (Parnassia palustris). Спеціалізовані спільноти рослин зустрічаються на колишніх виробках свинцю, де типові metallophyte види включають пружини високі, піщанку високі (мінуарції Verna), альпійську пенні крес (Thlaspi caerulescens) (як відомо, локально в Дербіширі, як Leadwort), а також гірські братки (фіалка жовтої) і місячниця (Botrychium lunaria). 
У 2015 році в Дербіширі росли 304 судинні види рослин, які зараз визнані міжнародними, національними чи місцевими питаннями збереження, через їх рідкість або недавнє скорочення, і разом зазначені як рослини Червоних даних Дербіширу.  Робота з реєстрації та публікації флори мохоподібних для Дербішира все ще триває: до 2012 року в окрузі було зареєстровано 518 видів мохоподібних.
Ботанічний запис у Великій Британії переважно використовує незмінну систему кордонів віце-округів, що призводить до дещо іншої карти Дербіширу від сучасної географічної округи. 

### Зоологія
Ряд спеціалізованих організацій охороняють, просувають та контролюють записи окремих груп тварин у Дербіширі. Основні з них — Дербіширське орнітологічне товариство; група дербіширських ссавців; група дербіширських кажанів, група дербіширських амфібій та плазунів та Дербіширське та Ноттінгемське ентомологічне товариство. Усі вони ведуть бази даних про спостереження за дикими тваринами, тоді такі як Дербіширське орнітологічне товариство, публікують спостереження на своїх вебсайтах або сторінках у соціальних мережах, де описують стан та поширення видів.

## Економіка

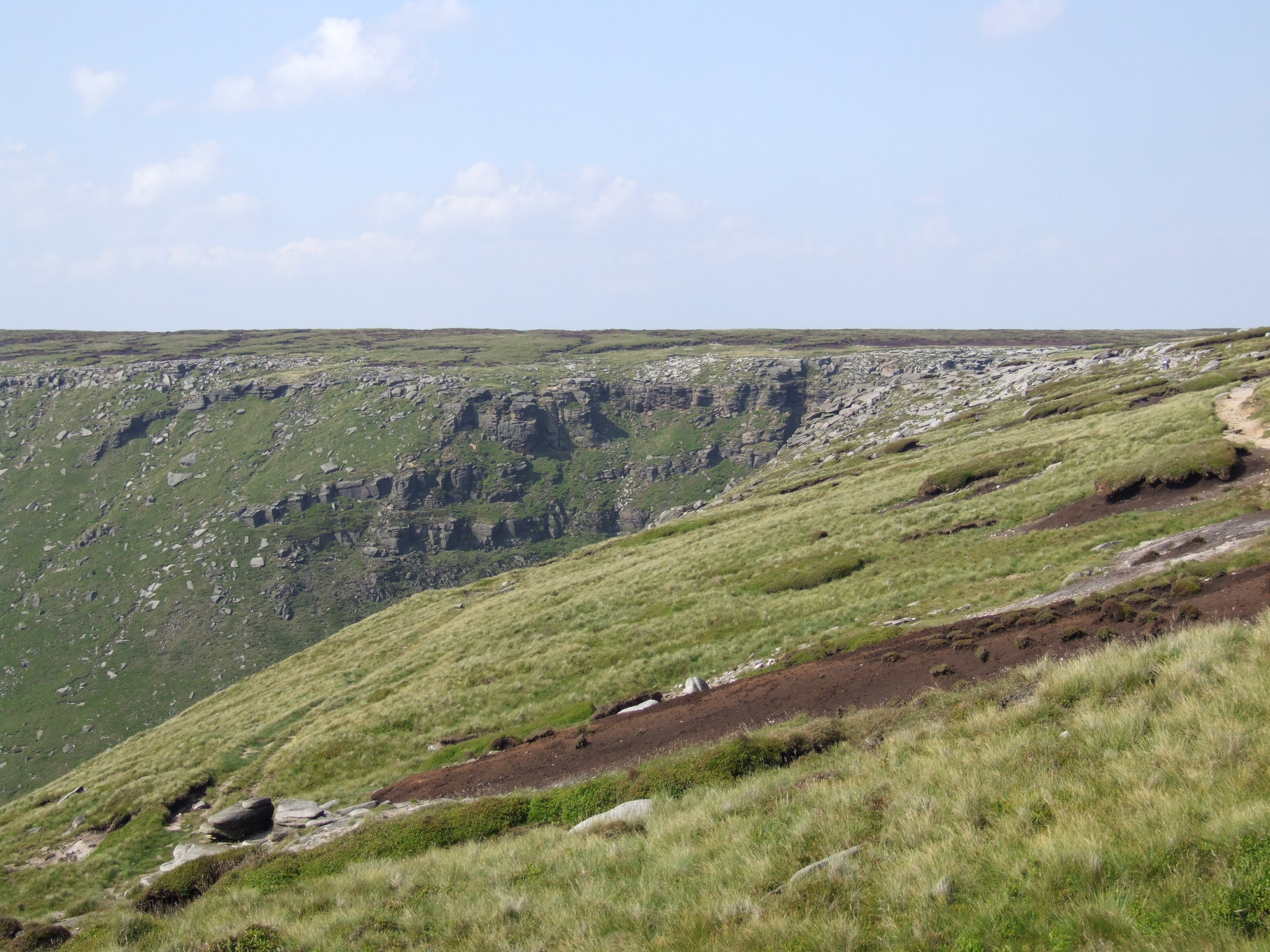
Болотний край південних Пеннінів у Кіндер-Даунфолі

На заході в Дербіширі знаходиться сільська економіка, колишня вугільна економіка на північному сході (район Болсовер), долина Ереваш навколо Ілкестона та на півдні навколо Свадлінкоте. Сільський ландшафт варіюється від орних сільськогосподарських угідь у рівнинних районах на південь від Дербі, до високогірних пасовищ і болотистих місцевостей на високому крупистому нагір'ї південних Пеннінів.
Дербішир багатий на природні мінеральні ресурси, такі як свинець, залізо, вугілля та вапняк, які використовувалися протягом тривалого періоду. Наприклад, свинець видобувають з римських часів. Відслонення вапняку в центральній частині призвело до створення великих кар'єрів для постачання промисловості навколишніх міст вапном для будівництва та виробництва сталі, а згодом — у виробництві цементу в 20 столітті. Промислова революція також збільшила попит на будівельний камінь, і наприкінці 19 — початку 20 століття запуск залізниць призвело до створення великої кількості кам'яних кар'єрів. Ця галузь залишила свій відбиток у сільській місцевості, але все ще є основною галуззю: значна частина каменю постачається у вигляді щебеню для дорожнього будівництва та виробництва бетону, а також переміщується залізничним транспортом.

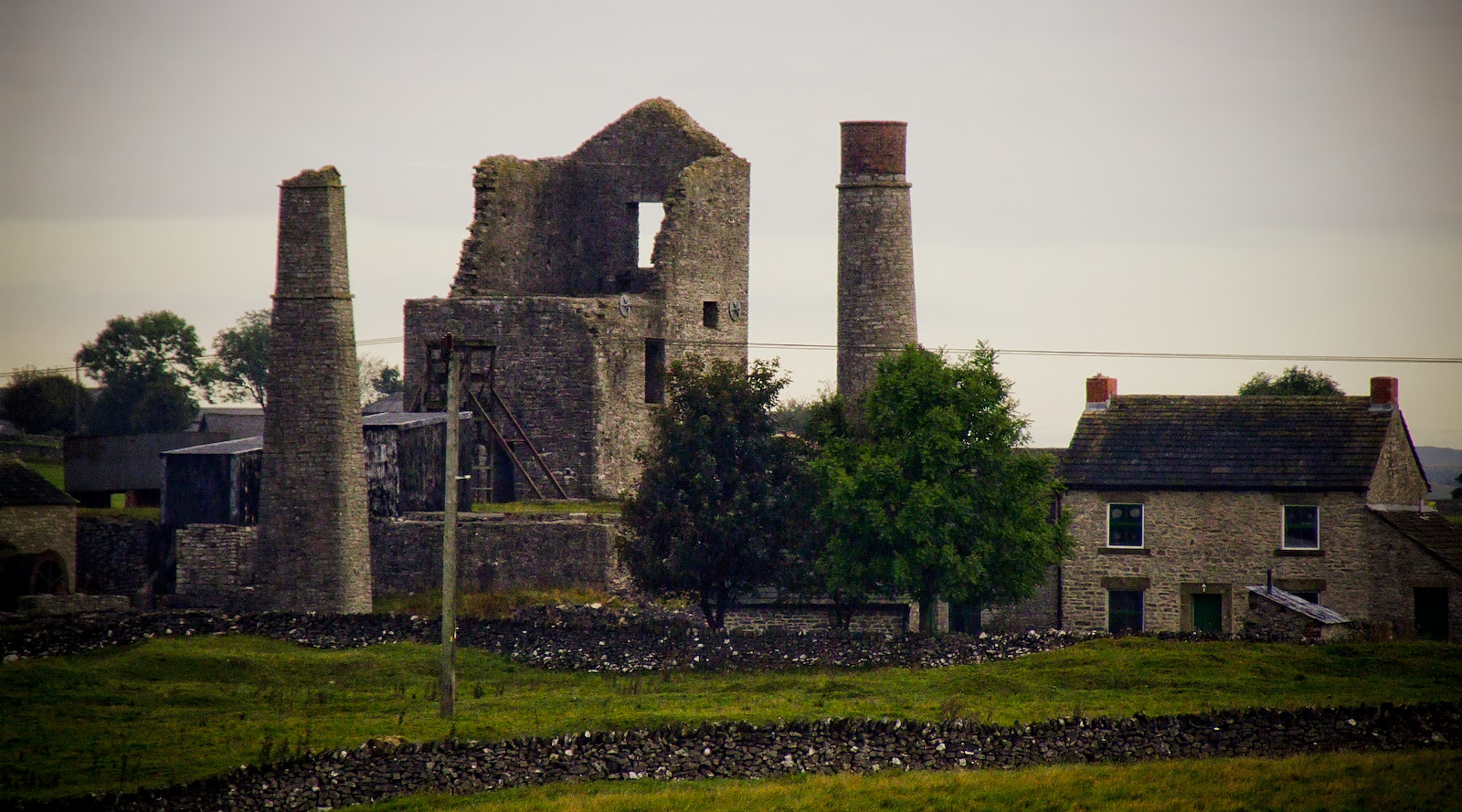
Руїни шахти «Сорока» поблизу Шелдона

Відносна віддаленість Дербішира наприкінці 18 століття та велика кількість потоків, що швидко протікають, призвели до розповсюдження використання гідроенергетики на початку промислової революції, слідом за млинами, якими вперше став Річард Аркрайт. Кажуть, що Дербішир є батьківщиною промислової революції, а частині долини Дервент надано статус Всесвітньої спадщини на знак визнання цього історичного значення.
Національно відомі компанії в Дербіширі включають Rolls-Royce, одну з провідних аерокосмічних компаній світу, що базується ще до Першої світової війни в Дербі, Торнтонах на південь від Альфретона та Тойоти, які мають один з найбільших британських заводів з виробництва автомобілів у Бернастоні. Вода Ешборн раніше розливалась у Бакстоні британськими компаніями Nestlé Waters до 2006 року, а Buxton Water все ще розливається.

## Управління

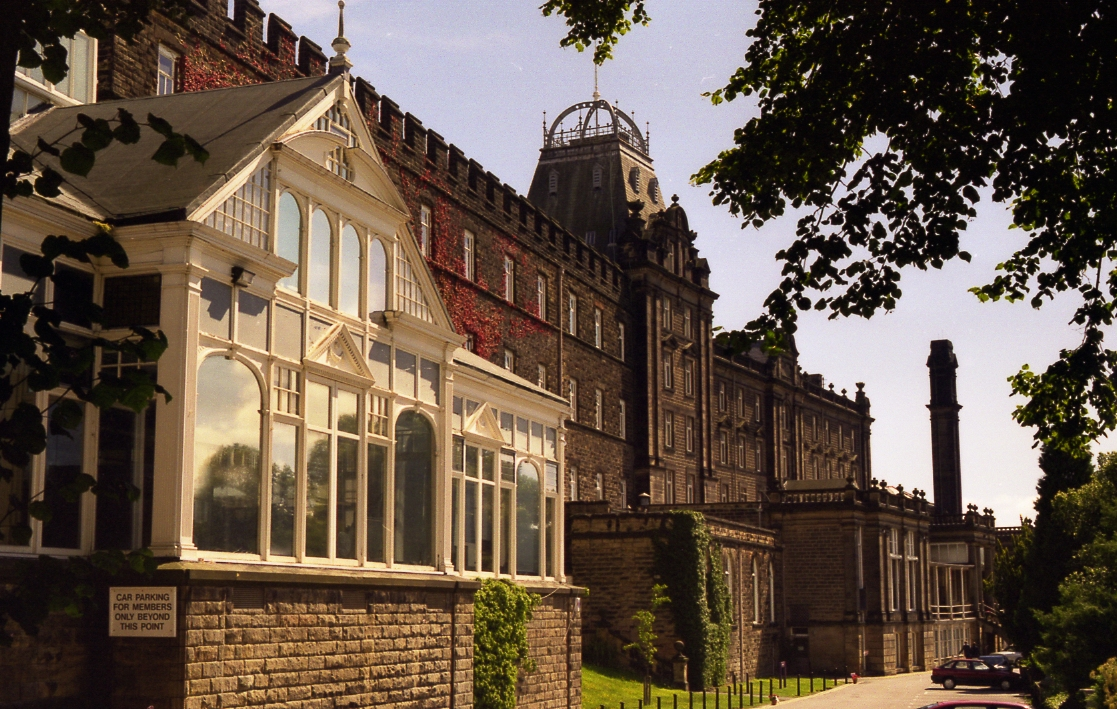
Округ Каунті, Метлок

Результати виборів у парламенті Дербіширу у 2019 році

Округ поділений на одинадцять округів для виборів депутатів парламенту (депутатів) до Палати громад. Станом на грудень 2019 року, дев'ять виборчі округів представлені депутатами консерваторами, в той час як інші два представлені депутатами лейбористами.
Дербішир має трирівневе місцеве самоврядування з часів реорганізації місцевого самоврядування в 1974 році. Він має окружну раду, що базується в Метлоку, та вісім районних рад, а з 1997 року — територію з унітарною владою міста Дербі. Дербі залишається частиною Дербіширу лише для урочистих цілей.
За роки реорганізації уряду Дербішир став частково меншим. Шеффілд передмістя Woodseats, Beauchief, Handsworth, Вудхаус, Нортон, Mosborough, Totley, Bradway і Дорі були раніше частини округу, але були втрачені в Шеффілді в період між 1900 і 1933; Мосборо було передано в 1967 році. Тим не менше, Дербішир отримав частину Longdendale долини і Tintwistle з Чешира в 1974 році. Нинішня територія географічного/церемоніального округу Дербішир лише на 4,7 квадратних кілометрів менше, ніж це було більше 100 років тому. :1 :20
На третьому рівні — парафіяльні ради, які охоплюють не всі області. Вісім районних рад у Дербіширі та унітарна влада Дербі показані на карті вище.
Ці районні ради відповідають за місцеве планування та контроль будівель, місцеві дороги, житлове будівництво, охорону навколишнього середовища, ринки та ярмарки, збирання та переробку сміття, кладовища та крематорії, послуги для відпочинку, парки та туризм. Освіта, соціальні послуги, бібліотеки, основні дороги, громадський транспорт, поліцейські та пожежні служби, стандарти торгівлі, утилізація відходів та стратегічне планування — це належить до повноважень Ради округу.

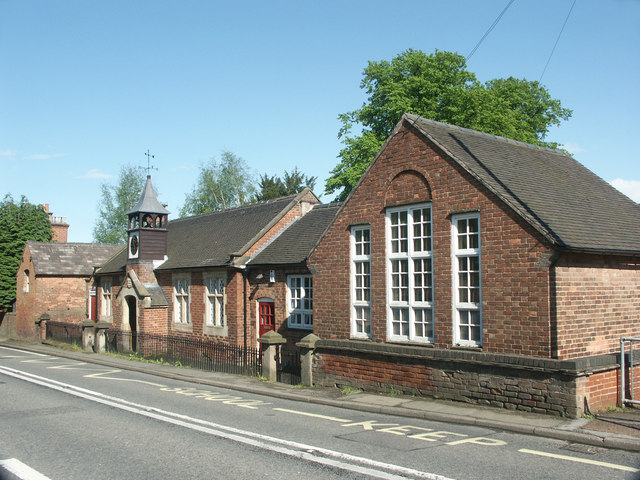
Одна з багатьох вікторіанських сільських шкіл у Дербіширі

Хоча Дербішир знаходиться в Східному Мідленді, деякі частини, такі як Хай -Пік (до складу якого увійшли колишні райони Чешира після зміни кордонів у 1974 році), знаходяться ближче до північних міст Манчестера та Шеффілда, і вони отримують послуги, більш пов'язані з Північною Англією; наприклад, північно -західна служба швидкої допомоги, телебачення Гранади та об'єднані комунальні служби обслуговують територію Глоссоп, а фонди NHS тут керуються Управлінням охорони здоров'я Великого Манчестера. За межами головного міста Дербі, найбільшим містом округу є Честерфілд.

## Освіта
Шкільна система Дербіширу є повною і не має вибіркових шкіл. Незалежний сектор охоплює Repton школу, Ockbrook школу, Trent College і The Elms School.

## Поселення
У окрузі є кілька міст, причому Дербі є найбільшим і найбільш густонаселеним. На момент перепису населення 2011 року в окрузі проживало 770 600 людей, а в Дербі проживало 248 752 (32 %). У таблиці нижче наведені всі міста з понад 10 000 жителів.

### Історичні райони
Деякі населені пункти, які історично входили до складу графства, нині[коли?] належать до графств Великий Манчестер, Лестершир, Південний Йоркшир та Стаффордшир :
| Чешир / Великий Манчестер | Марплов міст (історично частина Марпле) |
| Лестершир                 | Мішам                                   |
| Південний Йоркшир         | Mosborough, Totley, Дорі                |
| Стаффордшир               | Бертон-апон-Трент (частина)             |

## Спорт
У Дербіширі є одна команда футбольної ліги Англії, Дербі Каунті, яка виступає в чемпіонаті футбольної ліги, другого дивізіону англійського футболу. Наступною найвищою командою є Честерфілд, яка бере участь у Національній лізі Англії, п'ятому дивізіону англійського футболу. Також є багато команд, що не входять до ліги, що грають по всій окрузі, особливо Альфретон-Таун, який грає в Національній лізі Півночі. Тепер[коли?] в окрузі знаходиться найстаріший у світі футбольний клуб « Шеффілд», який виступає у Дронфілді на північному сході Дербіширу. Глоссоп був найменшим містом у країні, де була футбольна команда у вищому дивізіоні англійського футболу, Глоссоп Норт Енд.

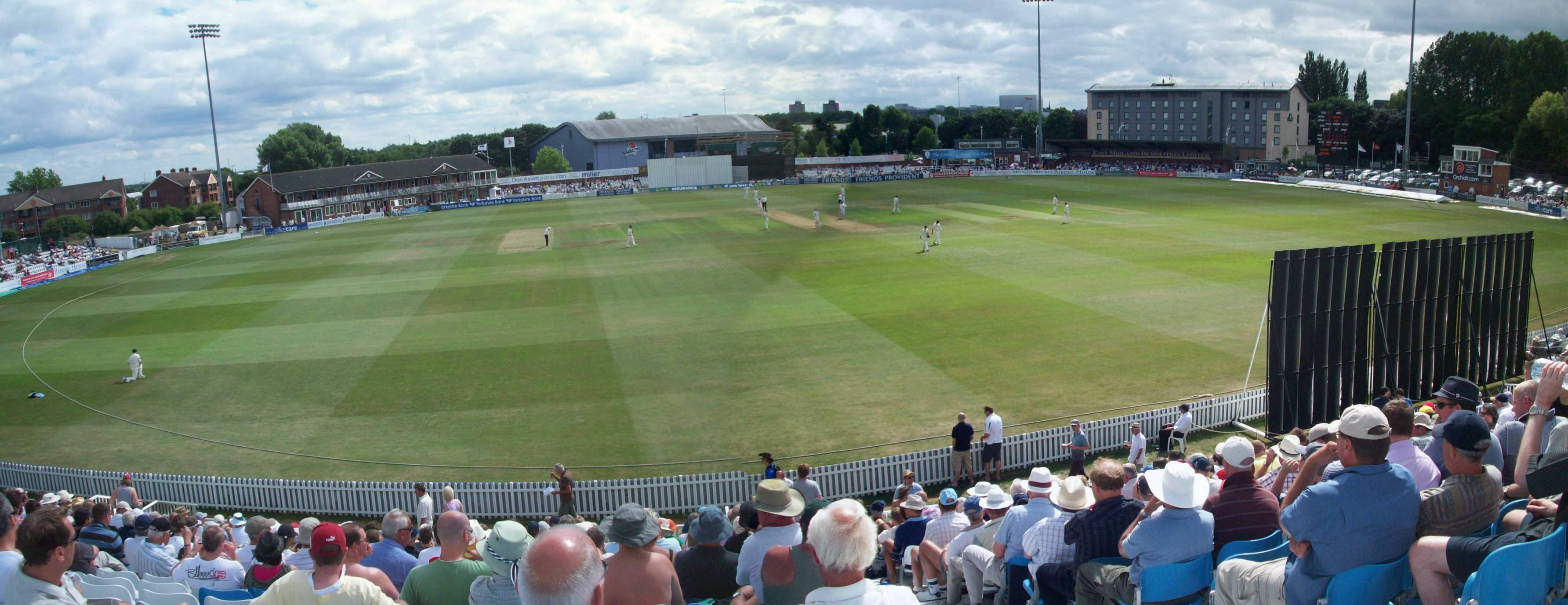
Графство Cricket Ground, в Дербі

У Дербіширі є команда з крикету, яка базується в County Cricket Ground. Крикетний клуб округу Дербішир нині[коли?] виступає у дивізіоні 2 чемпіонату графства. Також є клуби з регбі, що базуються на півночі графства, Північний Дербіширський Чарчжер та в Дербі (Derby City RLFC). У окрузі є численні клуби регбі, в тому числі Дербі, Честерфілд Пантерс, Матлок, Ілкестон, Ешборн, Бейквелл та Ембер-Веллі.
Графство є популярним районом для любителів різноманітних розважальних видів спорту, таких як скелелазіння, піші прогулянки на гори, дельтапланеризм, спелеологія, плавання на його численних водосховищах та їзда на велосипеді вздовж багатьох миль неробочих залізничних колій, перетворених на велодоріжки, такі як Монсальська стежка та Висока пікова стежка.
Місто Ашборн у Дербіширі відоме своїм королівським масляним футболом, який описують як «середньовічну футбольну гру», яку щорічно проводять у Масляну вівторок та Попільну середу.
У Дербіширі працює одна з єдиних у країні спільнот Магл-Квідичу, знана як Квиддич-клуб Derby Union. Клуб набирає гравців у віці від 16 років з усього Дербі та має представників більшості місцевих шостих класів та Університету Дербі. Команда в минулому змагалася як проти «Лідс Гріффінс», так і проти «Лестера Лавгудс». Це також офіційна команда Міжнародної організації з квідичу.

## Місцеві визначні пам'ятки

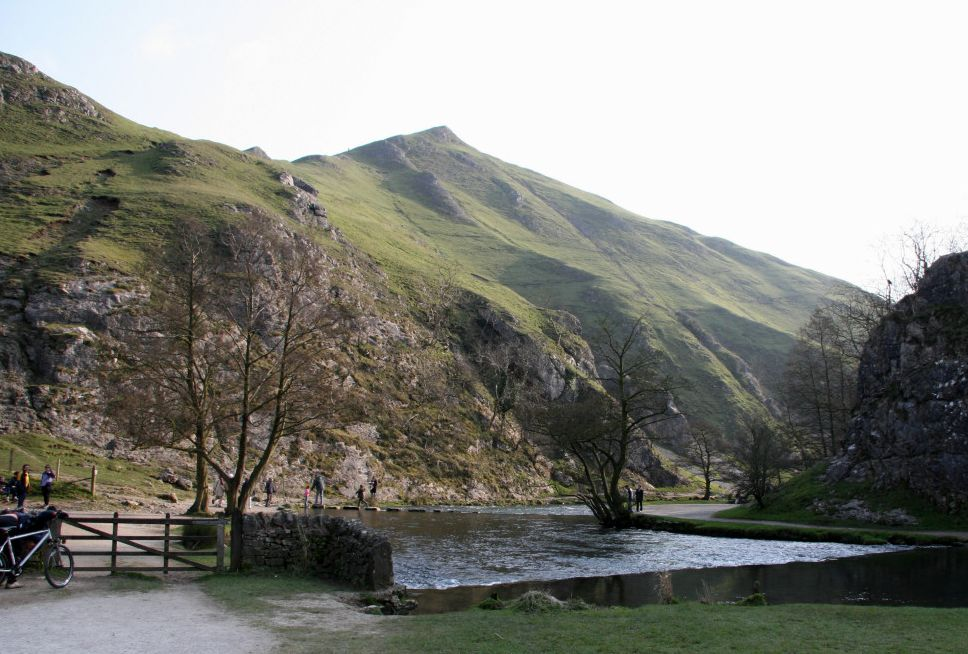
Мальовничий Дербішир, який приваблює туристів

Графство Дербішир має багато визначних пам'яток для туристів та місцевого населення. Він пропонує пейзажі Пік-Дістрікту, такі як Mam Tor та Kinder Scout, а також інші міські визначні пам'ятки, такі як Бейквелл, Бакстон та Дербі. Такі місця включають замок Болсовер, Каслтон, будинок Чатсворта, Національний музей трамваїв у Крічі, парову залізницю Пік-Рейл, парову залізницю Мідленд-залізниці, Довдейл, Гаддон-Холл, висоти Авраама та ванну Метлок.
На півночі графства на початку 20 століття були побудовані три великі водосховища — Хауден, Дервент і Ледібоуер, щоб забезпечити питною водою швидко зростаюче населення Шеффілда, Дербі та Лестера. Басейнова зона водозборів навколо них є частиною національного парку Пік-Дістрікту і широко використовується для дозвілля, таких як піші прогулянки та їзда на велосипеді.
За великою кількістью територій доглядає Національний траст, які відкриті для громадськості, таких як Calke абатство, Хардвік Холл, High Peak Estate, Ілама парк, Кедлстон-Голл, Longshaw Естейт біля Хейзерсейджа і Садбері Hall на стаффордширському кордоні.
Відомі сади в Дербішир включають формальні сади у французькому стилі 17-го 18-го століття, в Мельбурні Hall півдні Дербі, в зареєстрованому саду Renishaw Hall поблизу Екінгтона, Леаські рододендронові сади біля Метлок, то Королівське товариство садівників рекомендує оглянути Дзвіночоковий Дендрарій поблизу Swadlincote і великі сади в Чатсворт Хаус.

## Повітні емблеми

Прапор Дербіширу

В рамках маркетингової кампанії 2002 року благодійна організація з охорони рослин Plantlife обрала драбину Якова в якості окружної квітки.
У вересні 2006 р. Було введено пропозицію щодо прапора округу, переважно за ініціативою радіо ВВС Дербі. Він складається з білоконтурного темно-зеленого хреста, що охоплює золоту троянду Тюдорів (історичний символ округи), розміщену в блакитному полі. Блакитне поле представляє безліч вод округу, його річки та водосховища, тоді як хрест зелений, щоб позначити великі райони сільської місцевості. Згодом прапор був зареєстрований в Інституті прапора у вересні 2008 року.
У 2015 році BBC Radio Derby замовив гімн Дербіширу під назвою «Наш Дербішир», включаючи тексти, запропоновані його слухачами. Свій перший виступ він отримав 17 вересня 2015 року в кафедральному соборі Дербі.

## Демографія
| Перепис у Великій Британії 2011 року | Дербі   | Дербішир | Іст-Мідлендс | Англія     |
| ------------------------------------ | ------- | -------- | ------------ | ---------- |
| Загальна чисельність населення       | 248 752 | 769 686  | 4 533 222    | 53 012 456 |
| Іноземці (за межами Європи)          | 9,3 %   | 1,4 %    | 6,4 %        | 9,3 %      |
| Білий                                | 80,2 %  | 97,5 %   | 89,3 %       | 85,5 %     |
| Азійські                             | 12,6 %  | 1,1 %    | 6,4 %        | 7,7 %      |
| Чорний                               | 3,0 %   | 0,4 %    | 1,7 %        | 3,4 %      |
| Християнський                        | 52,7 %  | 63,6 %   | 58,8 %       | 59,4 %     |
| Мусульманин                          | 7,6 %   | 0,3 %    | 3,1 %        | 5,0 %      |
| Індуїстська                          | 0,9 %   | 0,2 %    | 2,0 %        | 1,5 %      |
| Жодної релігії                       | 27,6 %  | 28,0 %   | 27,5 %       | 24,7 %     |
| Понад 65                             | 15,1 %  | 18,6 %   | 17,1 %       | 16,3 %     |
| Безробітний                          | 5,2 %   | 3,9 %    | 4,2 %        | 4,4 %      |

У 1801 році населення становило 147 481 Згідно з переписом Великої Британії 2001 року на 254 615 гектарах округу було 956 301 чоловік. За оцінками, у 2006 році кількість зросла до 990 400
Населення округу зросло на 3,0 % з 1991 по 2001 рік, тобто близько 21 100 осіб. Цей показник перевищує середній показник по країні на 2,65 %, але нижчий, ніж у середньому по Іст-Мідлендс, на 4,0 %. Графство в цілому має середню щільність населення 2,9 людини на гектар, що робить його менш густо заселеним, ніж Англія в цілому. Щільність варіюється по всій окрузі, найнижча в регіоні Дербішир-Дейлз — 0,88 на гектар, а найвища — за межами основних міст регіону Ереваш, де на гектар припадає 10,04 людини.
| Рік                         | 1801 рік | 1851 рік | 1901 рік | 1911 рік | 1921 рік | 1931 рік | 1939 рік | 1951 рік | 1961 рік | 1971 рік | 1981 рік | 1991 рік | 2001 рік | 2011 рік  |
| Дербішир не столичний повіт | 132 786  | 223 414  | 465 896  | 542 697  | 565 828  | 590 470  | 613 301  | 637 645  | 651 284  | 666 013  | 687 404  | 717 935  | 734 585  | 769 686   |
| Дербі унітарна влада        | 14 695   | 48 506   | 118 469  | 132 188  | 142 824  | 154 316  | 167 321  | 181 423  | 199 578  | 219 558  | 214 424  | 225 296  | 221 716  | 248 752   |
| Всього парадний повіт       | 147 481  | 271 920  | 584 365  | 674 888  | 708 650  | 744 786  | 780 622  | 819 068  | 850 862  | 885 571  | 901 828  | 943 231  | 956 301  | 1 018 438 |

## У літературі та популярній культурі
У романі Джейн Остін «Гордість і упередження» Пемберлі, заміський будинок Фіцвілліама Дарсі, знаходиться в Дербіширі. У цьому романі Чатсворт-хаус у Дербіширі названий одним із маєтків, які відвідує Елізабет Беннет до прибуття до Пемберлі. У екранізації роману 2005 року Чатсворт Хаус сам представляє Пемберлі. В одній сцені герої обговорюють візити до Метлока та Доведала.
Роман сера Уолтера Скотта «Певеріл піку» 1823 року частково розміщений у Дербіширі.
Події п'єси Тома Стоппарда «Аркадія» відбуваються у вигаданому заміському будинку в парку Сідлі в Дербіширі.
Альфретон згадується в романі Д. Г. Лоуренса « Сини і коханці», коли персонаж сідає на поїзд до Альфретона і йде до Кріч, щоб побачити коханого.
Роман Джорджа Еліота «Адам Беде» розміщений у вигаданому містечку за мотивами Вірксворта.
Детективний / романсичний роман Джорджетт Хейєр «Ворота-брама» розміщений у 1817 році навколо вигаданої платної брами в Дербіширі.
У фільмі закоханих Кена Рассела 1969 року були зняті сцени в замку Ельвастон та навколо нього, зокрема греко-римська сцена боротьби, яка знімалася у Великому залі замку.
У фільмі 1986 року Леді Джейн Тревора Нанна з Геленою Бонем Картер і Кері Елвес у головних ролях зняті сцени, зняті в залі Хаддон.
Фільм «Наречена принцеси» Роб Рейнера в головних ролях з Робіном Райтом і Кері Елвес частково знімався в Дербіширі. Він включав сцени в Хаддон-холі та в Білій піці та Темній піці.
У Дербіширі знімали фільм Кена Рассела «Лігво білого черв'яка» у головній ролі з Х'ю Грантом. Початкова титульна послідовність — Печера Тора в долині Різноманіття.
Фільм "Герцогиня " 2008 року включає сцени, зняті в Чатсворт-хаусі та в Кедлстон-холі.
1993—2002 телесеріалу Peak Practice був встановлений в Crich і Fritchley, для дванадцятого і фінальної серії за винятком, і спочатку знімався Кевін Whately і Аманда Бертон. 2003 року в історичному містечку Вірксворт здебільшого знімали не пов'язану та менш успішну медичну телевізійну драму « Солодка медицина».
Інші місця в Дербіширі, в яких знімали британські телевізійні сцени, включають:
- Alderwasley : Стиг звалища
- Ешборн і Вернон-стріт у Дербі : Няня
- Честерфілд: Витий шпиль церкви Св. Марії та Всіх Святих, Честерфілд, прославився завдяки використанню в початкових титрах церковної телекомпанії Бі-Бі-Сі 1966—1971 рр. « Усі гази та гетри» з Дереком Німмо.
- Хедфілд : Ліга панів
- Район Пік — сцена серіалу з чотирьох кримінальних романів 21-го століття Сари Уорд : Гіркий холод (2015), Покритий шлях (2020), Смертельна відлига і Терпляча лють.
- Рептон і особливо школа Рептона : До побачення, містере Чіпс (і в версіях 1939 і 1983)
- Ширебрук : Повний Монті
- Садиба Уінгфілд : телесеріал «Хроніки Нарнії» 1980-х років BBC